# Sint-Liudgerkerk (Norden)
De Sint-Liudgerkerk (Duits:Ludgeri-Kirche), is een middeleeuwse kerk in Norden in Oost-Friesland in Duitsland. Het meest opvallende deel van de kerk is het gotische koor, dat waarschijnlijk is gebouwd door dezelfde (anonieme) bouwmeester die ook verantwoordelijk was voor de bouw van het koor van de Martinikerk in Groningen. Het kerkorgel, markant voorbeeld van een zwaluwnestorgel, is in 1686-1692 gebouwd door de beroemde orgelbouwer Arp Schnitger. De klokkentoren staat los naast de kerk.

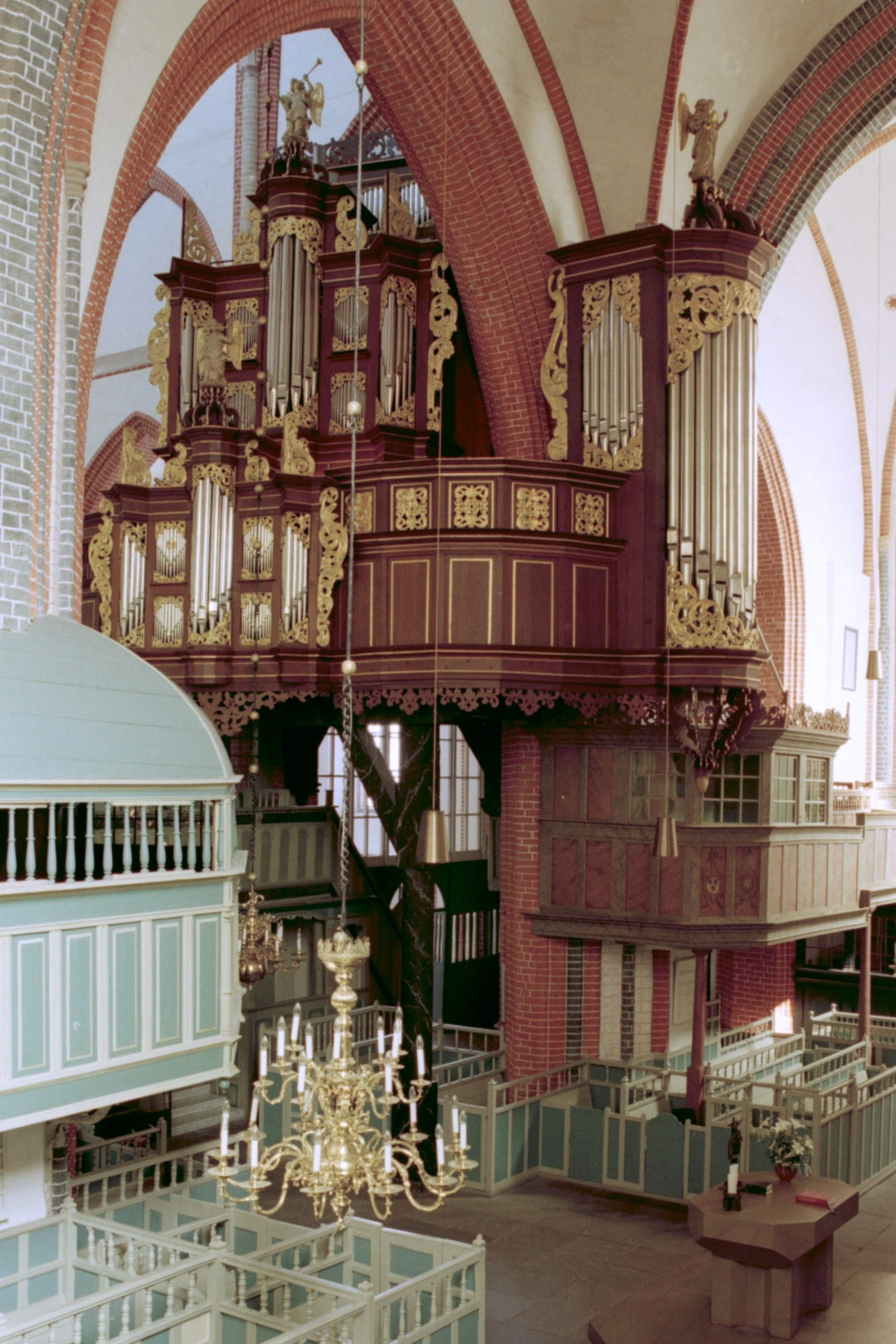
Het Schnitgerorgel uit 1692